# تست تشخیصی سریع

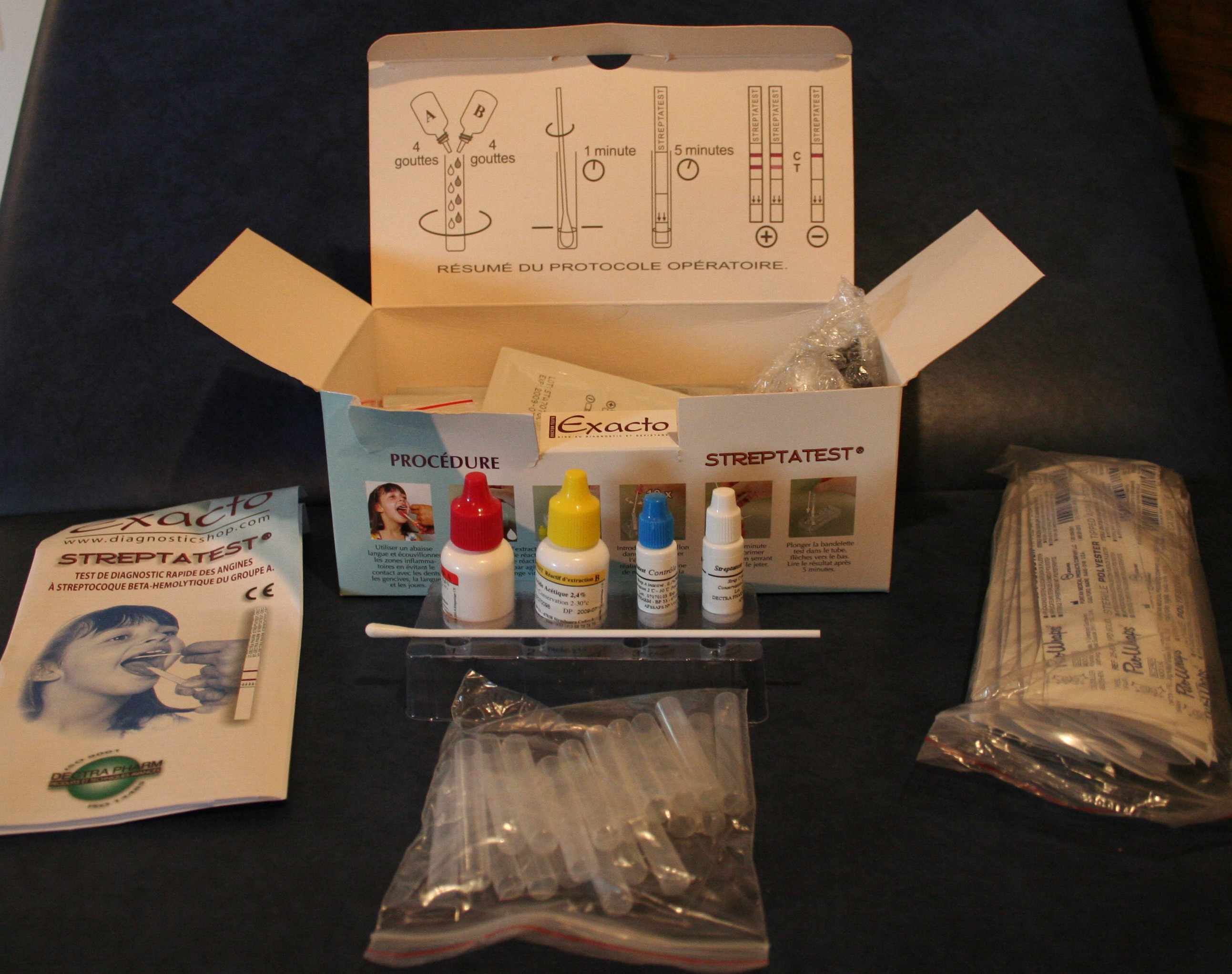
کیت تست سریع استرپتوکوک

تست تشخیصی سریع (RDT) یک تست تشخیصی پزشکی است که انجام آن سریع و آسان است. این‌گونه آزمایش‌ها برای غربالگری اولیه یا اورژانس پزشکی و برای استفاده در مراکز پزشکی با منابع محدود، مناسب هستند. تست‌های سریع همچنین آزمایش در بالین بیمار در مراقبت‌های اولیه را برای مواردی که در گذشته تنها با انجام یک آزمایش آزمایشگاهی ممکن بود، فراهم می‌کنند.

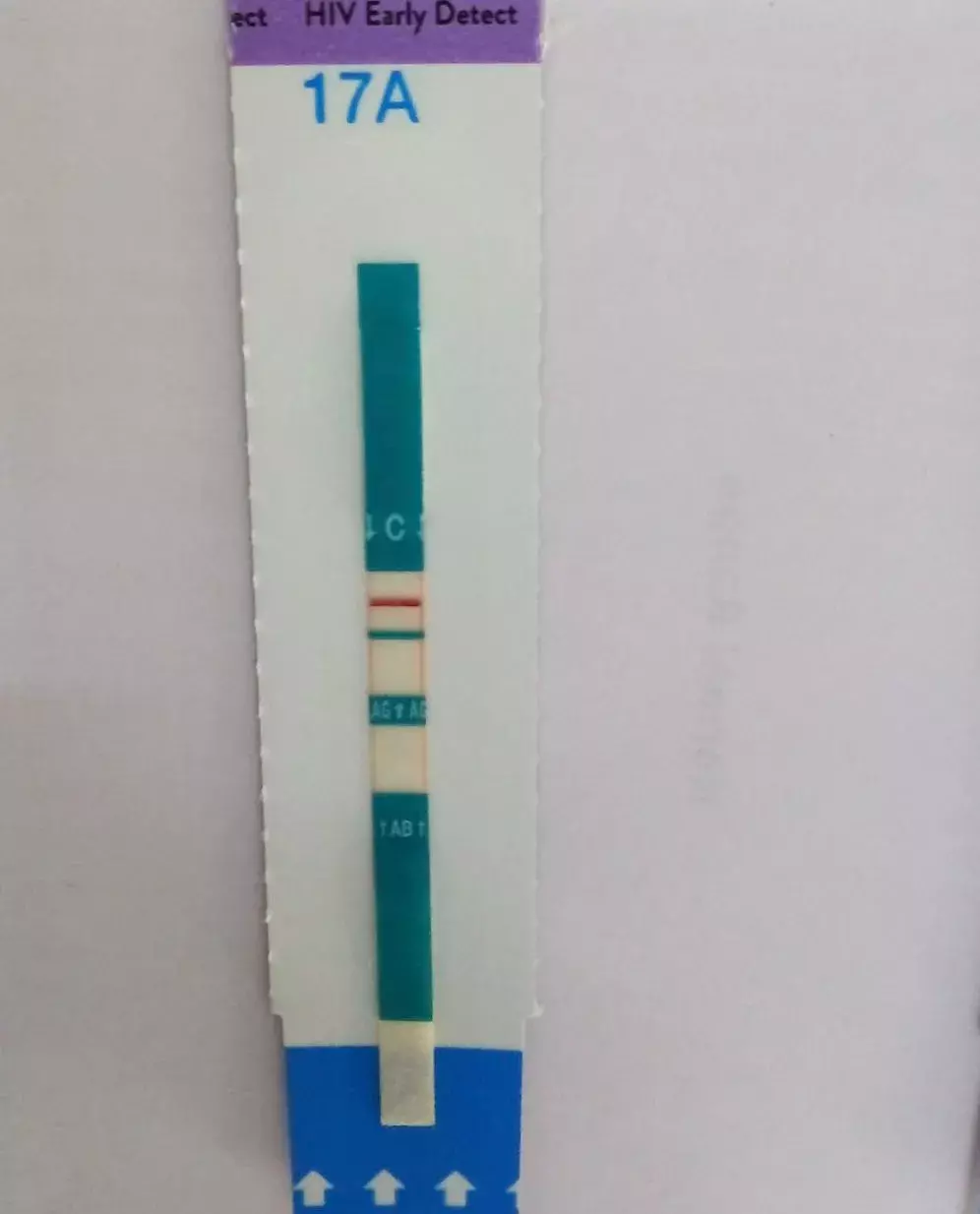
نوار تست سریع اچ‌آی‌وی

تست‌های جریان جانبی احتمالاً شناخته‌شده‌ترین نوع تست‌های تشخیصی سریع هستند، با این تست‌ها، تشخیص ویروس دنگی، ویروس چیکونگونیا و مالاریا با استفاده از یک قطره خون در حدود ۱۵ دقیقه امکان‌پذیر است.

## مثال‌ها
برخی از نمونه‌های تست‌های تشخیصی سریع در زیر فهرست شده‌اند:
- تست‌های آنتی‌بادی سریع
  - تست سریع اچ‌آی‌وی
  - ریاگین سریع پلاسما
- آزمایش‌های آنتی‌ژن سریع
  - تست سریع کووید ۱۹
  - تست تشخیص سریع آنفلوانزا
  - تست‌های تشخیص آنتی‌ژن مالاریا
  - تست سریع استرپ
  - تست اوره‌آز سریع
  - تست غربالگری سریع پاتوژن NEMIS